# Carl Glinzer

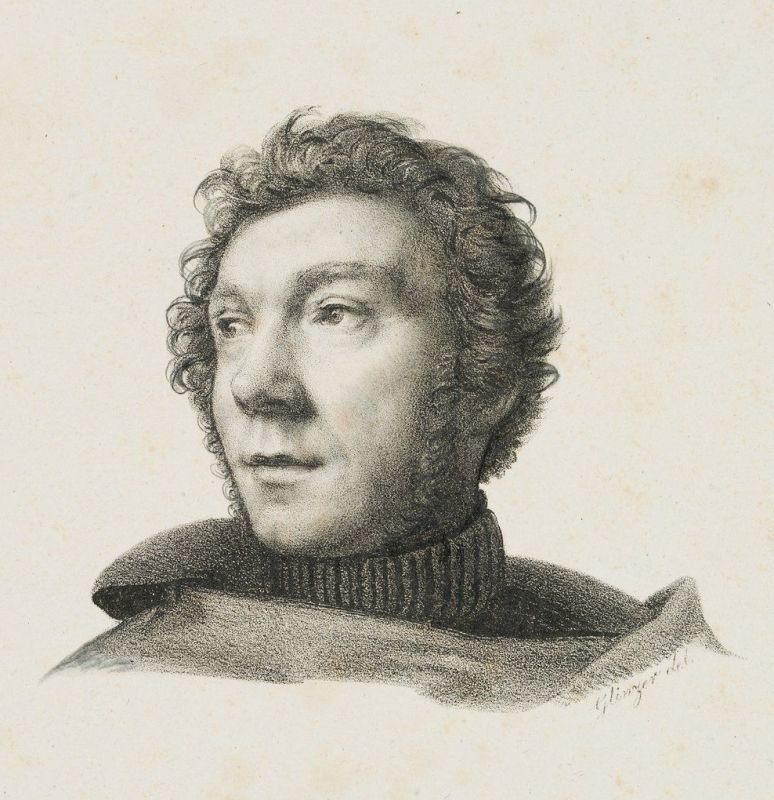
Selbstbildnis

Carl Glinzer, oft auch Karl Glinzer, eigentlich Justus Wilhelm Karl Glinzer, (* 2. Februar 1802 in Guxhagen; † 28. April 1878 in Kassel) war ein deutscher Maler, Zeichner, Kopist und Lithograf des Biedermeier im Übergang zur Romantik. Er stand den Nazarenern nahe und schuf schlichte mythologische und biblische Szenen, Genres, Porträts und Landschaften.

## Leben
Glinzer wurde in der Breitenauer Mühle als Sohn des Mühlenbesitzers Lieutenant a. D. Sebastian Glinzer und dessen Frau Johanne Caroline Louise, geborene Rübenkönig geboren. Sein Vater war Leutnant der Hessischen Hilfstruppen für England in Nordamerika. Wenige Jahre nachdem der Vater um das Jahr 1808 gestorben war zog die Mutter mit ihren minderjährigen Kindern nach Kassel. Der Verkauf der Fuldamühle bot dem Sohn auf Jahrzehnte hinaus finanzielle Sicherheit.

## Ausbildung in Kassel, Düsseldorf, München und Paris
In Kassel wohnte er bei seiner Stiefschwester.
An der Schule in Kassel erhielt Carl Glinzer ersten Zeichenunterricht, später besuchte er die Zeichenschule von Jean Jacques Isaac Raffi und war anschließend Schüler von Justus Krauskopf. Krauskopf stand Glinzers als lebenslanger Berater zur Seite. Er reiste 1820 von Kassel über Frankfurt am Main nach München. Von 1820 bis 1822 besuchte er die Akademie in München. Im Herbst 1822 kehrte er über Nürnberg und Thüringen nach Kassel zurück. 1825 ging er nach Düsseldorf und reiste anschließend über Brüssel nach Paris, wo er das Aktzeichnen bei Antoine-Jean Gros erlernte und im Louvre die flämischen barocken Maler Anthonis van Dyck und Rembrandt van Rijn kopierte. Über den Aufenthalt Glinzers in der französischen Hauptstadt informiert als wichtigste Quelle ein 1917 erschienener Aufsatz seines Sohnes, dem noch zahlreiche Werke und Aufzeichnungen des Malers vorlagen. In Paris stand das Aktzeichnen im Mittelpunkt. Glinzers Sohn erkannte später in den Pariser Zeichnungen seines Vaters Offenbarungen von der Schönheit des Menschenkörpers sowie von der hohen Stufe der Entwicklung, welche der Kunstunterricht damals in Paris einnahm. Ein Frauenakt in Rückenansicht ist auf den Dezember 1825 datiert, offenbar auch mit dem Namen des Modells aus Gros’ Atelier versehen. „Hier war es, wo ihm beim Malen eines weiblichen Aktes die gegen den neutralen Hintergrund spontan hinzugefügte leuchtende Kostümierung den erfreuten Ausruf seines Lehrers Gros einbrachte: Monsieur, vous êtes coloriste.“ In einer Sammelzeichnung porträtierte Glinzer 1825 oder 1826 seine deutschen Kunstgenossen in Paris.

## Rückkehr nach Kassel
1826 kehrte er nach Kassel zurück, wo er „Ernte […] von seinen Pariser Studien einbringen konnte“. Glinzer war in Kassel zunächst als freier Maler tätig. Von 1833 bis 1834 unternahm Glinzer mit Justus Krauskopf eine Studienreise nach Rom und Neapel. In Italien näherte er seinen Malstil dem der Nazarener an. Er konnte einige Jahre gut von Porträtaufträgen in Kassel leben, bevor ihn die wirtschaftlichen und kunstpolitischen Verhältnisse in Kassel nötigten zu unterrichten. Nach der Jahrhundertmitte hatte er in Kassel eine private Zeichenschule, in der er u. a. Gerhardt Wilhelm von Reutern unterrichtete und lehrte anschließend an der Jathoschen Töchter- und der Städtischen Realschule.

## Kunstschriften
Glinzer veröffentlichte auch einige Schriften zum Kunstunterricht, z. B. Der Zeichenunterricht in der Volksschule. Nothwendigkeit einer Reform desselben (Gotthelft, Kassel 1868) und Der Elementar-Zeichenunterricht nach Dictaten, allein mögliche Unterrichts-Methode im eng zugemessenen Raum der Volksschule (Separat-Druck, Kassel 1868). Er bezeichnete sich in den 1860er Jahren „als Zögling und Verehrer der strengen David’schen Schule“.

## Schüler
- Gerhardt Wilhelm von Reutern

## Werk
Glinzer schuf zudem religiöse Historien- und Genrebilder. Er gestaltete für die Kirche im Kasseler Stadtteil Wehlheiden die biblische Szene Gang nach Emaus und für die Stadt Kassel das große Genrebild Sklavenmarkt in Alexandrien. Aus seinem lebendigen romantischen Verhältnis zur Natur entstanden Landschafts- und Naturstudien sowie Lithografien, wie die lithographischen Sammlungen Vorgrundstudien und 20 Wandtafeln, nach natürlichen Pflanzenblättern gezeichnet (1875). Weitere lithographische Werke schuf er in Form von zahlreichen Porträts und einigen größeren Blättern.
Kunsthistorisch besonders erwähnenswert ist die griechische mythologische Szene Pan und Syrinx (1852). Nach seinen eigenen Zeichnungen von Schloss und Park Wilhelmshöhe wurden um 1850 durch Carl Ludwig Frommel von seinen Zeitgenossen hoch geschätzte romantische Radierungen angefertigt, die Carlsruhe betitelt wurden.
Neben August von der Embde gehört Carl Glinzer zu den bedeutendsten Bildnismalern des Biedermeier in Kassel. Er verstarb 1878.
Werke

Neue Galerie in Kassel:
- Bachufer, Studie (1875/1531), 1820–1830, 25,5 cm × 33,5 cm;
- Porträt eines jungen Herren (AZ 1077), 1823, 92,8 cm × 73 cm;
- Herrenporträt (AZ 1077 a), 1824, 91,3 cm × 72,5 cm;
- Porträt Dr. Carl Bernhardi (AZ 247 a), 1825–1835, 62 cm × 50 cm;
- Pilze im Wald, Studie (1875/1636), 1826, 19,5 cm × 32,1 cm;
- Porträt Ludwig Hummel (AZ 3225), 1830–1840, 65 cm × 52 cm;
- Selbstbildnis (1875/1175), 1833, 50,7 cm × 39,3 cm;
- Sklavenmarkt in Alexandrien (AZ 247), 1835–1840, 164,2 cm × 132,8 cm;
- Porträt Dr. Friedrich Murhard (AZ 248), 1840, 133 cm × 103 cm.

Hessisches Landesmuseum Darmstadt, Graphische Sammlung:
- Das Schloss Wilhelmshöhe von der Südostseite (HO 95), Mitte 19. Jahrhundert, 7,8 cm × 13,2 cm, schwarz-weiß Lithographie auf Papier (Lithograph: Carl Ludwig Frommel);
- Die Löwenburg von der Südwestseite (HO 169), Mitte 19. Jahrhundert, 7,7 cm × 13 cm, schwarz-weiß Lithographie auf Papier (Lithograph: Carl Ludwig Frommel).

## Ausstellungen
- 1835: Gründungsausstellung des Kunstvereins für Kurhessen, Kassel[5]
- 1935: Große Kunstausstellung, Kunstverein Kassel[5]